# Linzerberg-Siedlung
Die Linzerberg-Siedlung ist eine Siedlung in der Gemeinde Engerwitzdorf in Oberösterreich.
Sie befindet sich südlich von Gallneukirchen und südlich der Rotte Linzerberg an der Auffahrt Gallneukirchen der Mühlkreis Autobahn an einem nach Südosten leicht exponierten Hang.  Die Siedlung besteht aus Einfamilienhäusern und entwickelte sich in der 2. Hälfte des 20. Jahrhunderts.